# Джуркович, Любомир
Любомир Джуркович (черног. Ljubomir Đurković, 13 ноября 1952, Цетине — 29 ноября 2022) — черногорский писатель, драматург и поэт.

## Образование
Джуркович родился в городе Цетине в Черногории. Окончил философский факультет Сараевского университета по специальности «сравнительное литературоведение и театроведение».

## Карьера
Джуркович работал драматургом в Черногорском национальном театре и был директором Королевского театра Zetski dom в Цетине. Во время конфликта 1990-х годов в бывшей Югославии жил в Нидерландах как искатель политического убежища. Автор пьес «Писатель семейной истории», «Петроний, или Мафусаилы наслаждаются вечной весной», «Пятый акт», «Тобелия», «Мусор», «Новый наряд», «Кассандра.клише», «Ложь Тиресия», «Кьяра Зорзи», «Медея». Опубликовал четыре сборника поэзии: «Слёзы Полифема», «Работы и дни», «Всё равно что-то меняется» и «Избранные стихи на словенском языке». Его пьесы были поставлены и/или опубликованы на английском, турецком, болгарском, македонском, албанском, словенском и французском языках. Лауреат самой престижной государственной награды — премии «13 июля».